# ناحیه نییرباتور
ناحیهٔ نییرباتور (به مجاری: Nyírbátori járás) یک ناحیه در مجارستان است که در سابولچ-ساتمار-برگ واقع شده‌است. ناحیهٔ نییرباتور ۶۹۵٫۹۴ کیلومتر مربع مساحت و ۴۳٬۰۴۰ نفر جمعیت دارد.